# Viola aurata
Viola aurata är en violväxtart som beskrevs av Rodolfo Amando Philippi. Viola aurata ingår i släktet violer, och familjen violväxter. Inga underarter finns listade i Catalogue of Life.